# Djuptjärnen (Ljusdals socken, Hälsingland)
Djuptjärnen är en sjö i Ljusdals kommun i Hälsingland och ingår i Ljusnans huvudavrinningsområde.